# Szczepanki (powiat grudziądzki)
Szczepanki – wieś w Polsce położona w województwie kujawsko-pomorskim, w powiecie grudziądzkim, w gminie Łasin.

## Podział administracyjny
W latach 1975–1998 miejscowość należała administracyjnie do województwa toruńskiego.

## Demografia
Według Narodowego Spisu Powszechnego (III 2011 r.) wieś liczyła 430 mieszkańców. Jest drugą co do wielkości miejscowością gminy Łasin.

## Historia i zabytki
Wieś lokowana w 1293 roku przez mistrza krajowego zakonu krzyżackiego Meinharda. We wsi znajdował się, wzmiankowany w roku 1293, kościół parafialny pw. św. Wawrzyńca.
Obecny kościół św. Wawrzyńca został zbudowany w 1. połowie XIV wieku w stylu gotyckim, orientowany, salowy na rzucie prostokąta, był kilkakrotnie niszczony i odbudowywany. Jest zbudowany z cegły na cokole z kamienia polnego, od zachodu posiada kwadratową wieżę. Wystrój wnętrza kościoła pochodzi z okresu późnego baroku (XVIII wiek).
Kościół wpisany jest do rejestru zabytków NID pod nr rej. A/358 z 13.07.1936.
Na cmentarzu znajduje się zbiorowa mogiła 17 mieszkańców wsi rozstrzelanych przez Niemców w czasie II wojny światowej.